# Van Nievelt, Goudriaan & Co.’s Stoomvaart Maatschappij
Die niederländische Reederei Van Nievelt, Goudriaan & Co.’s Stoomvaart Maatschappij („NiGoCo“) hatte ihren Sitz in Rotterdam und bestand von 1905 bis 1991.

## Geschichte

### Gründungsjahre
Die N.V. Van Nievelt, Goudriaan & Co’s Stoomvaart Maatschappij wurde am 1. Januar 1905 von den Herren Van Nievelt und Goudriaan in Rotterdam gegründet, um während der Sommermonate Holz von den Ostseehäfen in die Niederlande zu bringen und während der restlichen Zeit Trampschifffahrt zu betreiben. Das Kürzel „NiGoCo“, unter dem die Reederei bekannt war, leitete sich von ihrer Telegrammadresse ab. Im Jahr 1910 betrieb das Unternehmen sechs Dampfschiffe in diesem Geschäft.
Die NiGoCo war 1920 eine der Gründungsreedereien der Vereenigde Nederlandsche Scheepvaartmaatschappij (VNS), in die sie 1921 die Alcyone und die Aldabi, Frachtdampfer mit zwölf Passagierplätzen, einbrachte. Auch deren Schwesterschiffe Alphacca und Alpherat kamen 1928 mit Einrichtungen für zwölf Passagiere in Fahrt, wurden jedoch 1938 mit erweiterten Passagiereinrichtungen für 24 Reisende umgebaut.
Ebenfalls während des Jahres 1920 nahm die Reederei in Zusammenarbeit mit der Holland-America Line (HAL) auch einen direkten Frachtdampfer-Liniendienst von Hamburg, Rotterdam und Antwerpen nach Argentinien auf, aus dem sich die HAL 1928 wieder zurückzog. Die NiGoCo führte die Linie daraufhin als Rotterdam Zuid Amerika Lijn (RZAL), international auch Rotterdam South America Line, weiter. In den 1930er Jahren lag ein Großteil der Flotte aufgrund der Weltwirtschaftskrise auf.

### Kriegs- und Nachkriegsjahre
Im Verlauf des Zweiten Weltkriegs verlor die NiGoCo elf Schiffe. Nach Kriegsende hatte die Reederei zunächst keine fahrbereiten Passagierschiffe und begann im November 1945, angefangen mit der Aldabi, wieder damit, erste Dienste aufzubauen. Ab April 1947 brachte man die Alhena wieder in Fahrt und gliederte unter den Namen Alwaki, Alphacca und Alpherat drei neuerworbene Victory-Schiffe mit jeweils zwölf Passagierplätzen in die Reederei ein. Nach der Albireo mit 14 Passagierplätzen im Jahr 1948 folgte im April des Folgejahres das Kombischiff Alnati mit 54 Passagierplätzen. Auch im Jahr 1950 wurden mit dem Motorfrachter Altair und dem Kombischiff Alioth, letzteres mit 92 Passagierplätzen, neue Schiffe in Fahrt gesetzt. In den Jahren 1956 bis 1960 setzte sich der Neuaufbau der Flotte mit acht weiteren Frachtschiffen mit Passagiereinrichtungen fort. Ebenfalls ab 1956 wurden auch Fruchtschiffe betrieben. Um auch in der Tankfahrt Fuß zu fassen, gründete die Nigoco in den 1950er Jahren zusammen mit der Stoomvaart Maatschappij „Nederland“ die Verenigde Nederlandse Tankvaart Rederij. 1963 übernahm die NiGoCo die Anteile der Hamburger Reederei A. Kirsten & Co. an der Hamburg Chicago Line, machte in diesem Geschäft aber beständig Verluste, woraufhin die Familien Van Nievelt und Goudriaan ihre gesamten Nicogo-Anteile 1968 an die Steenkolen Handels Vereniging (SHV) veräußerten.

### Nach dem Verkauf
Die SHV strukturierte die Reederei grundlegend um. Da vor dem Hintergrund der Passagierluftfahrt kaum noch Nachfrage nach Passagierplätzen auf kombinierten Fracht- und Passagierschiffen bestand, entfernte sie 1968 zunächst die beiden Schiffe Alnati und Alhena aus der Flotte. Im Jahr 1971 beendete sie die defizitäre Hamburg Chicago Line, verkaufte alle Schiffe derselben und löste diesen Reedereizweig auf. Im gleichen Zug wurden neun kleinere Einheiten der NiGoCo 1971 an das Gemeinschaftsunternehmen mit dem griechischen Reeder Theologitus, die Greek Holland Shipping, übertragen und unter griechische Flagge gebracht. Weitere kleine NiCoGo-Schiffe übertrug man an die Galaxy Shipping & Trading Corporation in Monrovia, wo sie unter liberianischer Flagge weiterbetrieben wurden. Beide Reedereien waren Tochterunternehmen der NiGoCo.
Die letzten kombinierten Fracht- und Passagierschiffe der NiGoCo, die Algol, die Alkes und die Algorab wurden im November und Dezember 1977 verkauft. Sie wurden durch vier reine Frachtschiffe mit jeweils 14.700 Tonnen Tragfähigkeit ersetzt. Ende 1983 wendete die Steenkolen Handels Vereniging sich wieder ihrem Kerngeschäft und veräußerte alle Anteile der NiGoCo an die Hamburger Poseidon Holding. Die Poseidon gab das Unternehmen 1986 an deutsch/dänische Investoren weiter. Im Jahr 1991 wurde die NiGoCo schließlich zahlungsunfähig. Das Unternehmen wurde daraufhin aufgelöst und seine drei letzten Schiffe, die Norrsundet, die Skutskar und die Aldabi, wurden 1993 verkauft.